# Porto Torres
Porto Torres (sardisch Portu Turre, im regionalen Dialekt Poltu Tòrra) ist eine Stadt in Sardinien in der Metropolitanstadt Sassari. Sie hat 21.041 Einwohner (Stand 31. Dezember 2023) und eine Fläche von 102,62 km².
Porto Torres liegt am Golf von Asinara, gegenüber der Insel Asinara, die zum Gemeindegebiet gehört und in ihrer Gesamtheit im Nationalpark Asinara unter Schutz gestellt ist. Unweit der Hafenstadt liegt der Monte d’Accoddi. Die Stadt ist ein wichtiger Hafen für den Waren- und Passagierverkehr mit Genua, Toulon und Marseille. Außerdem bestehen saisonale Verbindungen mit Propriano auf Korsika sowie mit dem italienischen Hafen Civitavecchia sowie Barcelona in Spanien.

## Geschichte
Die heutige autonome Gemeinde Porto Torres wurde 1842 durch Zusammenschluss des Siedlungsgürtels am Hafen mit der damaligen Stadt Torres (so der Name seit dem Mittelalter) gegründet. Besiedelt war die Region seit dem Neolithikum. Der geschichtliche Aufstieg begann zur Zeit der Romanisierung Sardiens als augusteische Kolonie Turris Libyssonis, aus der sich noch Überreste der Thermen und des Gräberfeldes erhalten haben. Seit dem Frühmittelalter war Torres Hauptstadt eines der vier sardischen Judikate, seit dem 12. Jahrhundert verlor es jedoch an Bedeutung gegenüber der heutigen Provinzhauptstadt Sassari, die den von der See her durch arabische Angriffe bedrohten Einwohnern von Torres als Rückzugsgebiet diente.

## Sehenswürdigkeiten
Die ehemalige Kathedrale (heute Basilika) von Porto Torres, San Gavino, wurde seit 1065 von pisanischen Baumeistern im romanischen Stil errichtet, an der Stelle eines byzantinischen Vorgängerbaus und auf dem Gebiet der früheren römischen Nekropole, und erhielt im 12. Jahrhundert ihre heutige Größe und Gestalt mit einem im Osten und Westen jeweils durch Apsiden abgeschlossenen Langschiff. Sie ist der größte romanische Kirchenbau Sardiniens und wahrscheinlich der Ausgangspunkt für den mittelalterlichen, literarisch in der lateinischen Literatur seit dem frühen 12. Jahrhundert greifbaren Kult des Heiligen Gabinus oder Gavinus in Sardinien, eines Märtyrers aus römischer Zeit († 303?), der dort mit zwei weiteren lokalen Heiligen, Protus und Januarius, bestattet sein soll, und dessen Leben und Martyrium Gegenstand des ältesten erhaltenen literarischen Textes in sardischer Sprache ist (Sa vitta et sa morte, et passione de sanctu Gavinu, Prothu et Januariu, Mitte 15. Jahrhundert).

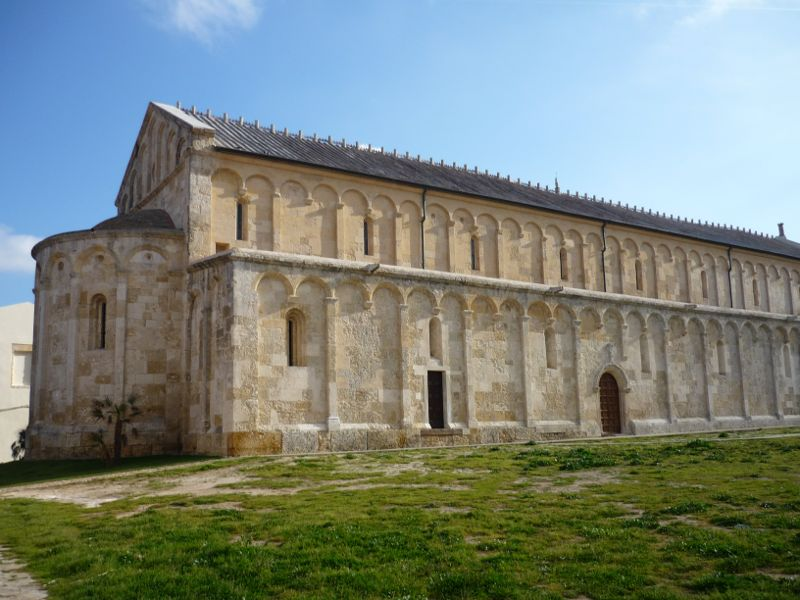
Die Basilika San Gavino
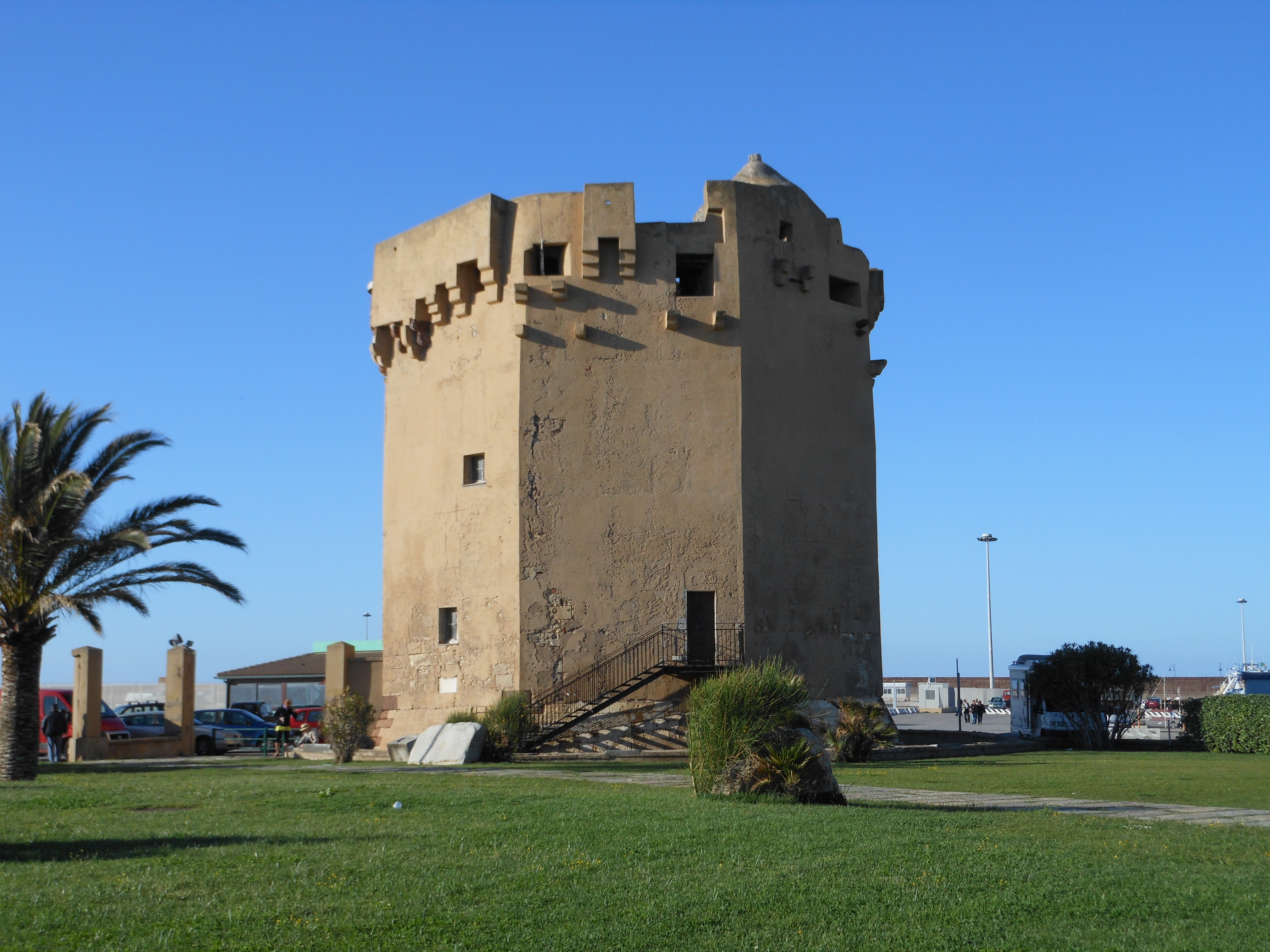
Torre del Porto
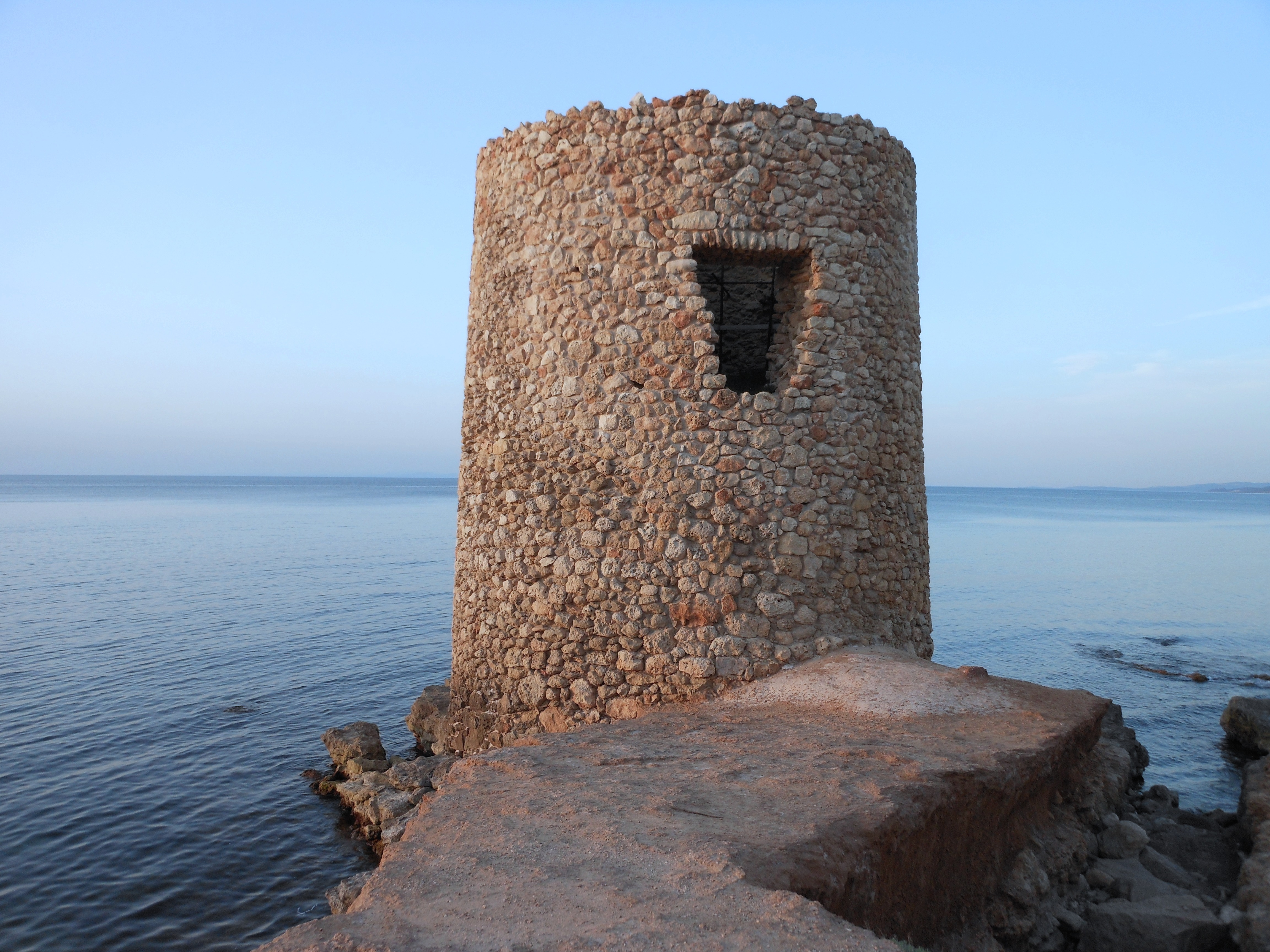
Torre di Abbacurrente
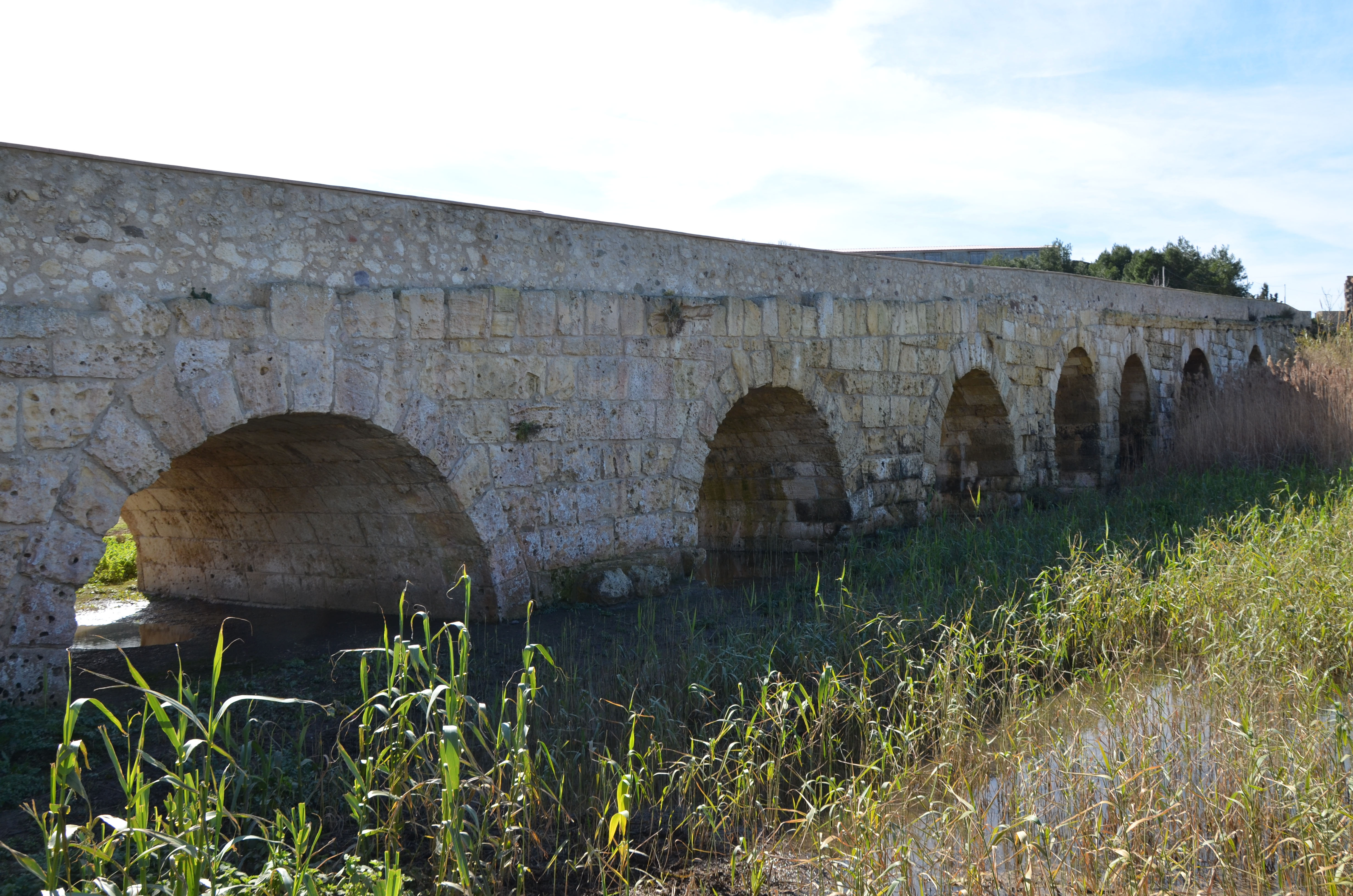
Römische Brücke (Ponte romano)
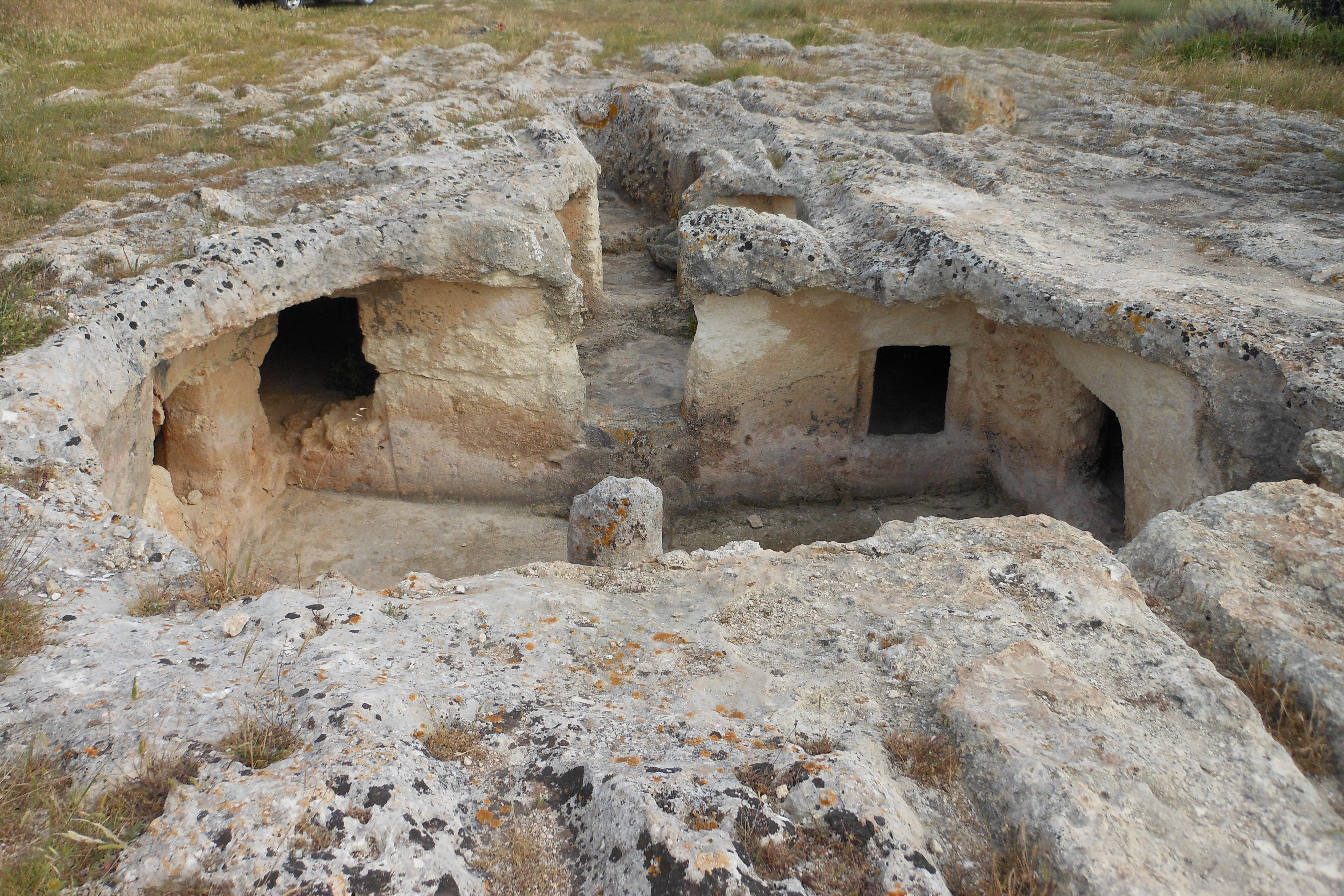
Nekropole von Su Crucifissu Mannu
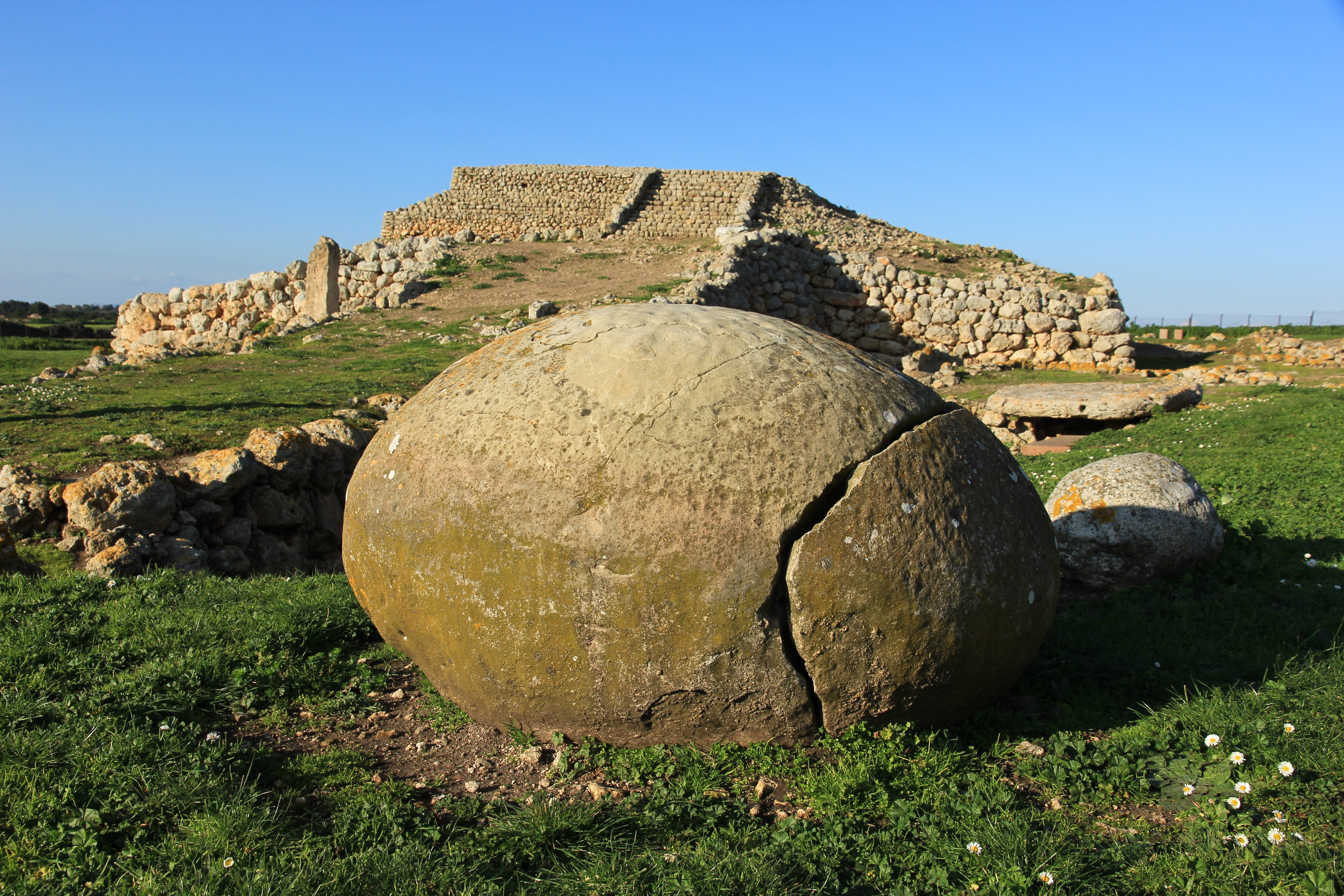
Monte d’Accoddi